# Tordómar
Tordómar ist eine nordspanische Kleinstadt und eine Gemeinde (municipio) mit 298 Einwohnern (Stand: 2024) im Westen der Provinz Burgos in der Autonomen Gemeinschaft Kastilien-León.

## Lage und Klima
Tordómar liegt auf dem Nordufer des Río Arlanza in einer Höhe von etwa 808 m ungefähr 45 km (Fahrtstrecke) südwestlich von Burgos. Der mittelalterliche Ort Covarrubias ist ca. 32 km in östlicher Richtung entfernt, der Renaissanceort Lerma gar nur 10 km. Das Klima im Winter ist rau, im Sommer dagegen trocken und warm; Regen (ca. 500 mm/Jahr) fällt überwiegend im Winterhalbjahr.

## Bevölkerungsentwicklung
| Jahr      | 1857 | 1900 | 1950 | 2000 | 2017 |
| Einwohner | 552  | 690  | 770  | 402  | 351  |

Die Mechanisierung der Landwirtschaft und die Aufgabe von bäuerlichen Kleinbetrieben haben in der zweiten Hälfte des 20. Jahrhunderts zu einem kontinuierlichen Bevölkerungsrückgang geführt.

## Wirtschaft
Das Umland von Tordómar ist landwirtschaftlich geprägt; der Ort bot die notwendigen regionalen Dienstleistungen in den Bereichen Handwerk und Handel. Die Gemeinde gehört zum Weinbaugebiet Arlanza (D.O.). Der Tourismussektor ist von untergeordneter Bedeutung.

## Geschichte

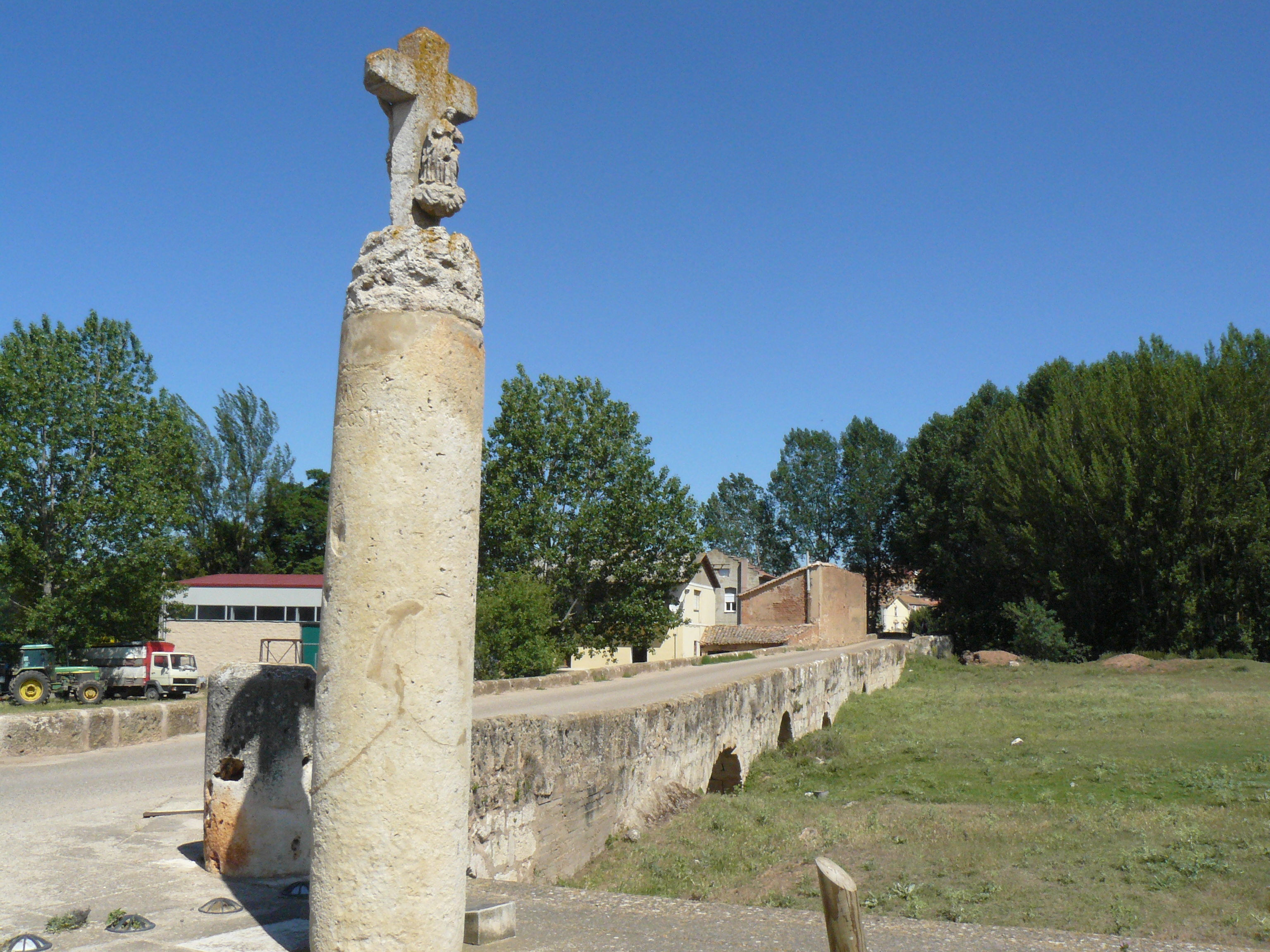
Römerbrücke und Meilensteine

Tordómar lag an einem bereits in römischer Zeit genutzten Handelsweg, der die Städte Clunia und Castrum Sigerici (Castrojeriz) miteinander verband; aus der Kaiserzeit stammt wahrscheinlich die 22-bogige Brücke über den Río Arlanza, die von zwei Meilensteinen (miliaria) flankiert war. Aus spätantiker, frühmittelalterlicher oder islamischer Zeit fehlen jedoch Textquellen und Funde und somit gesicherte Erkenntnisse. Die erste namentliche Erwähnung des Ortes stammt aus dem 10. Jahrhundert, als der Ort schon wieder von den Christen zurückerobert war (reconquista) und neubesiedelt wurde (repoblación). Im heute nicht mehr existenten Kloster San Pedro de Valeránica entstanden zahlreiche Bibelabschriften (z. B. der berühmte Codex biblicus legionensis) und andere Dokumente der damaligen Zeit.

## Sehenswürdigkeiten

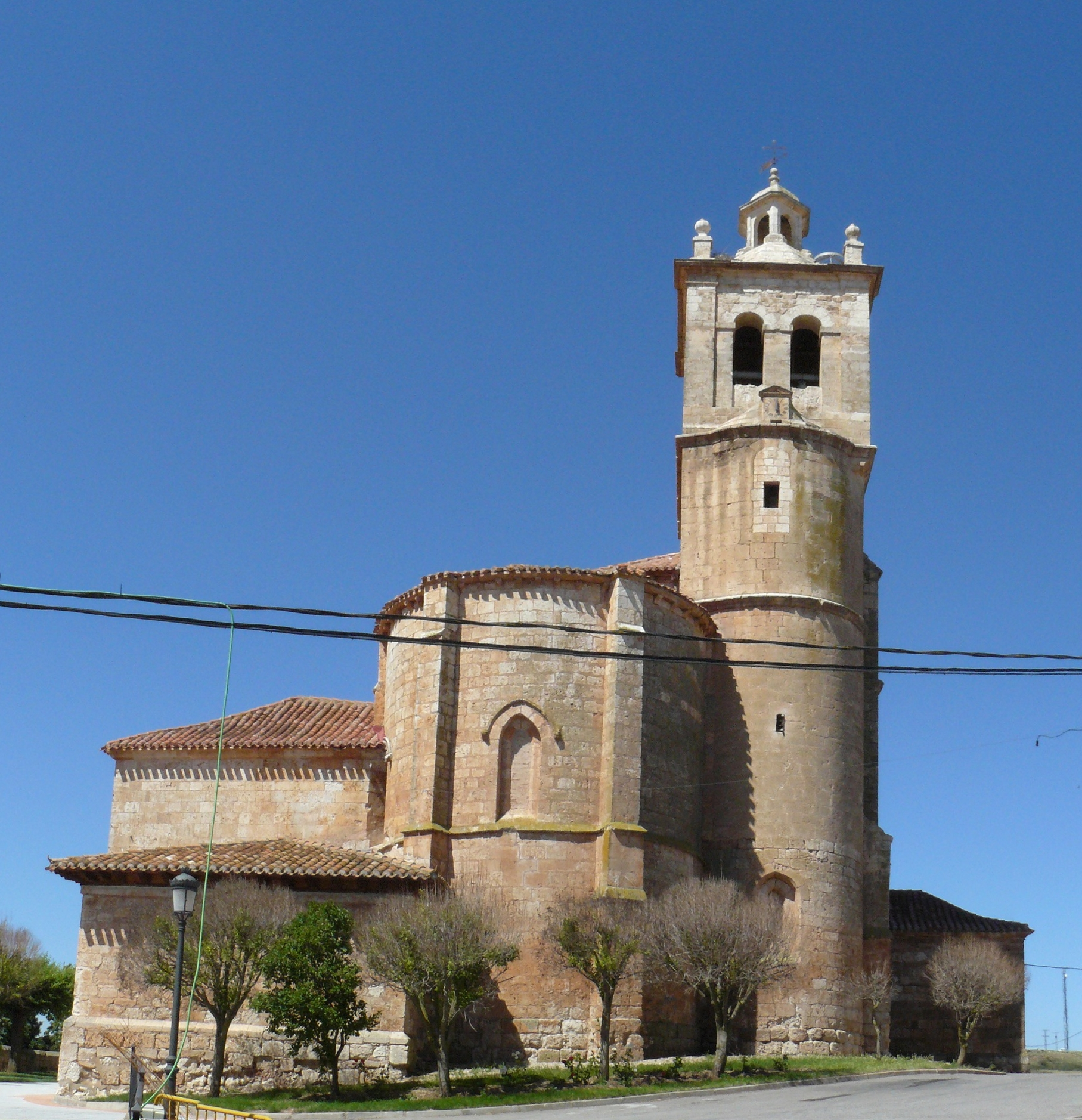
Kirche Santa Cruz

- Die 22-bogige Römerbrücke ist ein bedeutendes Zeugnis der Ortsgeschichte; sie wurde im Mittelalter und danach immer wieder ausgebessert, so dass von der ursprünglichen Konstruktion nur sehr wenig erhalten ist. Sie diente lange Zeit auch den Hirten und ihren Schafherden auf der Cañada Real Burgalesa als einzige Möglichkeit zur Überquerung des Río Arlanza.
- An der Brücke stehen zwei Meilensteine (miliaria) aus römischer Zeit mit Inschriften Kaiser Trajans; der größere wurde durch ein barockes Steinkreuz christianisiert.
- Die gotische Iglesia de Santa Cruz (manchmal auch Iglesia de Santa María) ist ein dreischiffiger Bau des 13./14. Jahrhunderts mit späteren Veränderungen. Sie verfügt über ein Sterngewölbe und eine Apsis mit angrenzendem Glockenturm (campanario), dessen Erdgeschoss eine weitere Apsis birgt.[5]